# Kirk Simon
Kirk Simon (* 25. Juli 1954 in Philadelphia; † 14. April 2018 in New York City) war ein US-amerikanischer Filmregisseur, Filmproduzent und Autor, der 2011 zusammen mit Karen Goodman mit einem Oscar ausgezeichnet wurde.

## Leben
Simon studierte am Hampshire College in Amherst, Massachusetts, Film, machte dort seinen BA und schloss sein Studium 1976 mit einem Master ab.
Seine erste bekannte Filmarbeit war die 1984 von Simon produzierte Folge der Fernsehserie American Playhouse: The Cafeteria. Innerhalb der Fernsehreihe American Masters war er 1987 für die Folge Isaac in America: A Journey with Isaac Bashevis Singer als Produzent verantwortlich. Der Film beschäftigt sich mit Leben und Werk des Literaturnobelpreis-Trägers Isaac Bashevis Singer. Für diese Arbeit war er 1987 zusammen mit Amram Nowak in der Kategorie „Bester Dokumentarfilm“ (Langform) für einen Oscar nominiert. Die Auszeichnung ging jedoch an Brigitte Berman für die Dokumentation Artie Shaw: Time Is All You’ve Got sowie Joseph Feury und Milton Justice für Down and Out in America. 1991 erfolgte eine weitere Oscarnominierung, diesmal für den „Dokumentarkurzfilm“ Chimps: So Like Us, den er zusammen mit Karen Goodman produzierte. Der in New York, Arizona und Tansania gedrehte Film stellt das Wirken von Jane Goodall vor, die für ihre Beobachtungen über das Verhalten von Schimpansen bekannt ist. Der Oscar ging an Steven Okazaki für Days of Waiting. Der Film wurde jedoch mit einem Emmy ausgezeichnet.
Wiederum zusammen mit Karen Goodman, mit der er auch die Simon & Goodman Picture Company gründete, produzierte Simon 2002 den Dokumentarfilm The Incredible Human Body innerhalb der Reihe „National Geographic Specials“. 2003 erstellte Simon einen weiteren Film innerhalb dieser Reihe unter dem Titel Lewis und Clark: Great Journey West, wo er als Autor und Regisseur tätig war. 2007 waren Simon und Goodman mit ihrer Kurzdokumentation Rehearsing a Dream für einen Oscar nominiert. Der Film zeigt angehende Künstler, die eine Woche mit ihren Idolen lernen dürfen. Die Auszeichnung ging jedoch an Thomas Lennon und Ruby Yang für ihren Kurzfilm The Blood of Yingzhou District.
Auch die neunteilige Home Box Office-Fernsehproduktion Masterclass (2010) über Plácido Domingo, Liv Ullmann, Edward Albee, Jacques d’Amboise, Olafur Eliasson, Frank Gehry, Bill T. Jones, Michael Tilson Thomas und Julian Schnabel wurde von der Simon & Goodman Picture Company produziert. Die Reihe wurde sowohl für einen Primetime-Emmy als auch für den IDA-Award nominiert. Außerdem erhielt die Reihe auf dem Sundance Film Festival eine Nominierung für den „Großen Preis der Jury“.
2011 wurde Simon zusammen mit Karen Goodman erneut für einen Oscar nominiert und dann auch ausgezeichnet in der Kategorie „Bester Dokumentar-Kurzfilm“ für die Dokumentation Strangers No More über drei Studenten, die an einer Schule in Tel Aviv in Israel mit Kindern aus 48 verschiedenen Staaten zusammenkommen.
2012 schloss sich an die Masterclass-Reihe eine Dokumentation unter dem Titel A YoungArts MasterClass über die Sopranistin Renée Fleming an, die als Mentorin für vier junge aufstrebende Opernsänger vorgestellt wurde. Der Film erhielt 2013 eine Emmy-Nominierung.

## Filmografie (Auswahl)
- 1984: American Playhouse (Fernsehserie, Folge The Cafeteria)
- 1987: American Masters (Fernsehreihe, Folge Isaac in America: A Journey with Isaac Bashevis Singer)
- 1990: Chimps: So Like Us
- 1996: American Masters (Fernsehreihe, Folge Buckminster Fuller: Thinking Out Loud)
- 1997: The American Experience (Fernsehreihe, Folge The Telephone)
- 2001: Kindergarten (Fernsehminiserie)
- 2002: National Geographic Specials: The Incredible Human Body
- 2003: National Geographic Specials: Lewis und Clark: Great Journey West
- 2004: Smashed: Toxic Tales of Teens and Alcohol
- 2006: Coming Out Stories (Fernsehserie, 2 Folgen)
- 2006: Rehearsing a Dream
- 2007: Heart of a Child (Fernsehfilm)
- 2008: Locks of Love: The Kindest Cut
- 2009: The Sealed Orders of Liv Ullmann
- 2010: Masterclass (9-teilige Reihe)
- 2011: Strangers No More
- 2012: A YoungArtsMasterClass: Renée Fleming

## Auszeichnungen
- 1987: Oscarnominierung für Isaac in America: A Journey with Isaac Bashevis Singer
- 1990: Emmy für Chimps: Also Like Us
- 1991: Oscarnominierung für Chimps: So Like Us
- 1997: CableACE Award, ausgezeichnet für Heart of a Child
- 2007: Oscarnominierung für Rehearsing a Dream
- 2011: Oscarauszeichnung für Strangers No More